# Concurso de obras de creación radiofónica
El Concurso de Obras de Creación Radiofónica es organizado por el CNDM (Centro Nacional de Difusión Musical) y Radio Clásica de RNE, y es convocado anualmente.
La intención del certamen es la promoción de este tipo de creaciones artísticas para su emisión radiofónica.
Las obras ganadoras son estrenadas en el Festival de Música de Alicante.

## Autores y obras premiadas (últimas convocatorias)
| Año  | Autor                 | Título            |
| ---- | --------------------- | ----------------- |
| 2012 | Markus Breuss         | Pájaros en la red |
| 2011 | Carlos Duque          | Audio-Mosaico XX  |
| 2010 | Jacobo Durán-Loriga   | Las cuitas de Job |
| 2009 | Debashis Sinha        | Kailash           |
| 2008 | Nino Díaz             | El Muro           |
| 2007 | Emiliano López Rascón | Sol en la noche   |
| 2006 | Sheila Concari        | The snake project |